# Historia de una traición
Pour plus de détails, voir Fiche technique et Distribution.
Historia de una traición est un giallo hispano-italien réalisé par José Antonio Nieves Conde et sorti en 1971.

## Synopsis
Carla est une call-girl qui ne s'occupe que des clients riches. Un jour, elle rencontre Lola, une amie perdue de vue qui travaille comme gouvernante dans un hôtel. Désireuse de l'aider, Carla l'invite à emménager chez elle. Petit à petit, Lola apprend non seulement le mode de vie et les principes, mais commence également à les appliquer avec succès elle-même, faisant fuir le riche amant de Carla. De plus, son nouveau petit ami s'avère être un fraudeur qui l'a escroquée de son argent. Pour se venger des deux personnes qui l'ont trahie, Carla élabore un plan pour se débarrasser de l'une et de l'autre...

## Fiche technique
- Titre original espagnol : Historia de una traición[1]
- Titre italien : Diabolicamente sole con il delitto ou Historia de una traición[2]
- Réalisateur : José Antonio Nieves Conde
- Scénario : Juan José Alonso Millán, Juan Miguel Lamet, Giovanni Simonelli
- Photographie : Antonio L. Ballesteros
- Montage : Pablo G. del Amo
- Musique : Carlo Savina
- Production : Edmondo Amati (it)
- Société de production : International Apollo Films (Rome), Atlántida Films (Madrid)
- Pays de production :  Espagne,  Italie
- Langue originale : espagnol
- Format : Couleurs par Eastmancolor - 2,35:1 - Son mono - 35 mm
- Durée : 90 minutes
- Genre : Giallo
- Dates de sortie :
  - Espagne : 6 mars 1971
  - Italie : 19 avril 1971

## Distribution
- Marisa Mell : Carla
- Stephen Boyd : Arturo
- Fernando Rey : Luis
- Massimo Serato : Hugo
- Simón Andreu : le pilote
- María Martín : Regina
- Sylva Koscina : Lola